# Äggskivare

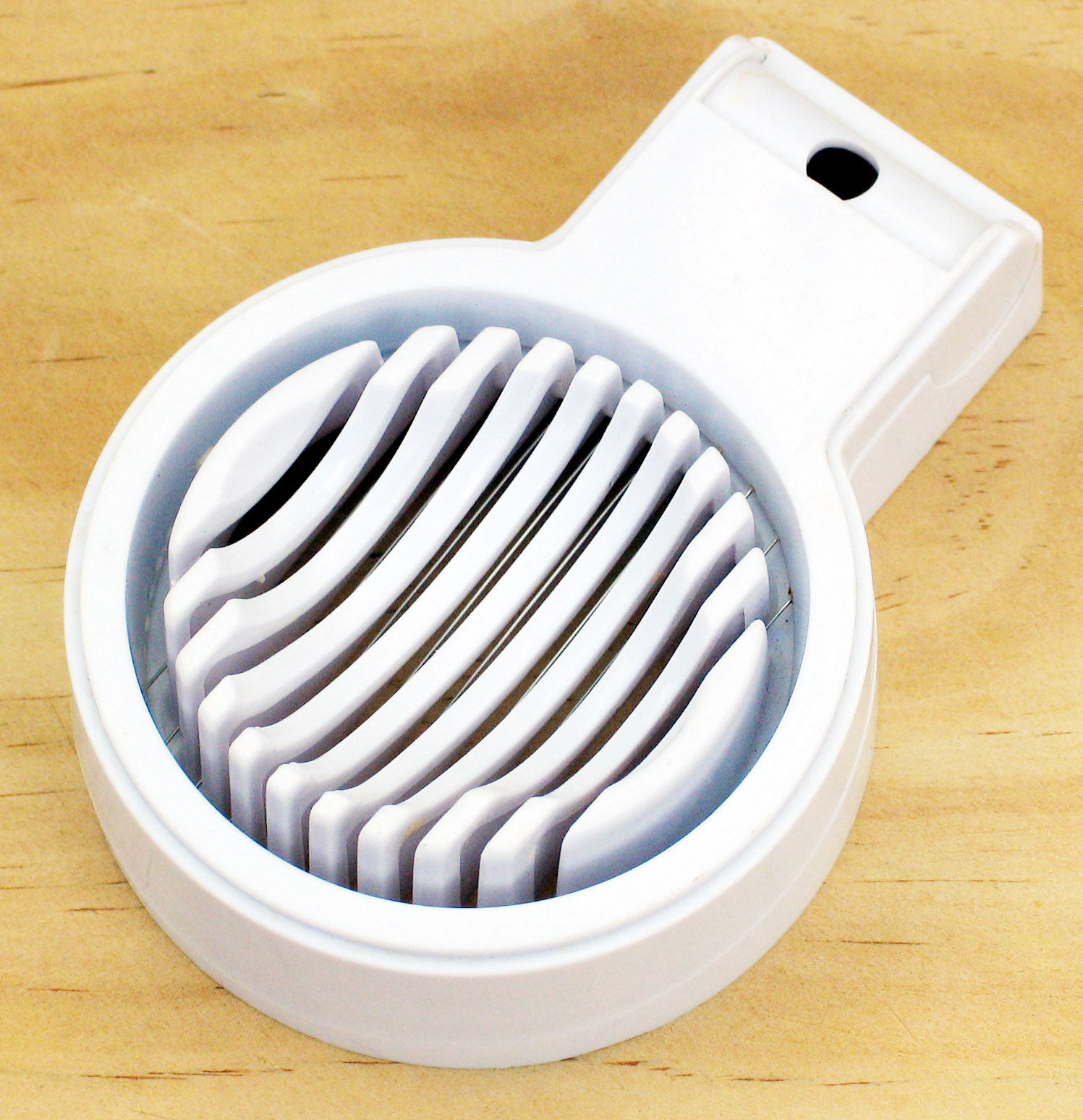
Äggskivare

En äggskivare i bruk

Äggskivare, äggdelare, äggskärare, äggväxlare eller äggharpa är ett köksredskap som används för att skiva hårdkokta ägg. Redskapet kan även användas till att skiva andra mjuka råvaror såsom svampar, jordgubbar eller ost.
Konstruktionen består av en hållare med spända stålsträngar, likt en harpa. Det skalade ägget läggs i hållaren, harpan pressas över ägget och skivar det. Syftet är att sekundsnabbt kunna skiva ett helt hårdkokt ägg i tunna skivor.
Äggskivaren uppfanns troligtvis av den tyska entreprenören Willy Abel i början av 1900-talet och var ett av de mest framgångsrika massproducerade föremålen 1909. Abel tog även patent på brödskivaren och det hjärtformade våffeljärnet, bland mycket annat.